# Arsenij Bibikov
Arsenij Nikolaevič Bibikov (1873 – 1927) è stato un attore russo.

## Filmografia parziale

### Attore
- L'idiota (1910)
- Na bojkom meste (1911)
- Evgenij Onegin (1911)
- Oborona Sevastopolja (1911)
- Brat'ja-razbojniki (1912)
- Ditja bolšovo goroda (1914)
- Mazeppa (1914)
- Ruslan i Ljudmila (1914)
- Deti veka (1915)
- Leon Drej (1915)
- Obožžёnnye kryl'ja (1915)
- Pesn' toržestvujuščej ljubvi (1915)
- Potop (1915)
- Probuždenie (1915)
- Miraži (1915)
- Nevesta studenta Pevcova (1916)